# Pseudanthias bartlettorum
Pseudanthias bartlettorum és una espècie de peix de la família dels serrànids i de l'ordre dels perciformes.

## Morfologia
Els mascles poden assolir 9 cm de longitud total.

## Hàbitat
És un peix marí de clima tropical i associat als esculls de corall que viu fins als 4-30 m de fondària.

## Distribució geogràfica
Es troba a Palau, les Illes Carolines, les Illes Marshall, Nauru, Kiribati i Tonga.